# 裘劭恒
裘劭恒（1913年—2009年9月22日）中国法学家、教育家。

## 生平
1913年出生于江苏无锡，毕业于东吴大学 (苏州)。1946年担任远东国际军事法庭中国代表团秘书，1961年任教于上海对外贸易学院，1981年升任副院长，1984年升任名誉院长。中国农工民主党党员，全国人大法制工作委员会原副主任，中国法学会顾问，第六届全国人大代表。
2009年9月22日，在上海华东医院逝世，享年96岁。